# Siostra twojej siostry
Siostra twojej siostry (ang. Your Sister's Sister) – amerykański komediodramat z 2012 roku w reżyserii Lynn Shelton. W filmie występują Emily Blunt, Rosemarie DeWitt i Mark Duplass.
Światowa premiera filmu miała miejsce 15 czerwca 2012 roku, natomiast w Polsce odbyła się 31 sierpnia 2012 roku.

## Opis fabuły
Jack (Mark Duplass) nie może się uporać ze śmiercią brata. Choć od jego odejścia minął rok, nie chce widywać się z ludźmi, rzuca pracę... Iris (Emily Blunt), jego przyjaciółka, namawia go, żeby wybrał się do położonego na odludziu domku jej rodziców, gdzie odpocznie i przemyśli swoje życie. Jack jedzie tam, ale w domu, który miał być pusty, spotyka Hannah (Rosemarie DeWitt), starszą siostrę przyjaciółki. Ona też uciekła od ludzi, aby nabrać dystansu do świata. Bo, tak jak Jack, znalazła się na rozdrożu. Właśnie rozpadł się jej trwający siedem lat związek. Para spędza razem suto zakrapiany tequilą wieczór, po którym ląduje we wspólnym łóżku. Jak wielkie jest ich zaskoczenie, gdy następnego dnia rano w domu niespodziewanie pojawia się Iris! Jack i Hannah nie mówią jej o spędzonej razem nocy. Za to Iris zwierza się siostrze, że kocha Jacka. Czy Hannah, która od dawna chce mieć dziecko i być może właśnie zaszła w ciążę, powie o tym siostrze? Czy po tym pełnym niespodzianek spotkaniu drogi bohaterów rozejdą się, czy wręcz przeciwnie?

## Obsada
- Emily Blunt jako Iris
- Rosemarie DeWitt jako Hannah
- Mark Duplass jako Jack
- Mike Birbiglia jako Al